# Partia Colorado (Urugwaj)
Partia Colorado (Partido Colorado) – urugwajska partia polityczna określana jako centroprawica lub prawica reprezentująca urugwajską odmianę liberalizmu. Skupia w swym środowisku głównie klasycznych liberałów społecznych, konserwatystów, republikanów i socjaldemokratów.
Była dominującą partią rządzącą prawie bez wyjątku w czasach stabilizacji urugwajskiej republiki. W ostatnich wyborach, 31 października 2004 r. kandydat tej partii na prezydenta Guillermo Stirling zdobył 10,4% głosów.

## Historia
Z Colorado związanych było wielu znanych liderów urugwajskiej polityki takich jak: Fructuoso Rivera, Venancio Flores, José Batlle y Ordóñez, Luis Batlle Berres, Jorge Pacheco Areco, Juan María Bordaberry, Julio María Sanguinetti i Jorge Batlle. Partia ta była najczęściej w historii Urugwaju przy władzy w XX wieku. Colorado przegrała ostatnie wybory w 2004, kiedy to doznała druzgocącej porażki zdobywając nieco ponad 10% głosów w powszechnych wyborach prezydenckich z Guillermo Stirlingiem jako kandydatem. Obecnie partia stanowi słabą opozycję parlamentarną. Na niską popularność tego ugrupowania wpływ ma wysoka inflacja w Urugwaju, której nie udało się opanować rządowi, w okresie gdy Colorado znajdowała się u władzy.